# Csungang Ilbo
A Csungang Ilbo (hangul: 중앙일보, handzsa: 中央日報, RR: Jungang Ilbo; vagy JoongAng Ilbo) dél-koreai napilap, amit Szöulban publikálnak. A három nagy dél-koreai napilap egyike. Az újságnak megjelenik angol nyelvű változata, a Korea JoongAng Daily, amit Koreában az International The New York Times-szal együtt terjesztenek.
A Csungang Ilbo (Jungang Ilbo) első publikálására 1965. szeptember 22-én került sor. A napilap alapítója a Samsung Group, amely egykoron tulajdonosa volt a TBC (동양방송) televíziótársaságnak.